# Osman-paša Bošnjak
Osman-paša Bošnjak (Kazanci blizu Gacka, 1620. ili 1627. – Eger, 1. kolovoza 1685. ili 1687.), istaknuti državnik Osmanskog Carstva,  pravoslavnog podrijetla. U turskim ispravama poznat je pod imenima Osman-paša Bošnjak (Boşnak Osman Paşa) ili Osman-paša Hercegovac (Hersekli Osman Paşa), dok je u literaturi po rodnom selu poznat i kao Osman-paša Kazanac. Rođen je u pravoslavnoj obitelji kao Jakov Papović, tako da se sreće i ime Osman-paša Papović.

## Biografija
Osman-paša je rođen 1620. godine, a prema nekim izvorima 1627. u Kazancima kao Jakov Papović. Sin je kneza Pavla Papovića. Kada je imao trinaest godina, Turci janjičari su ga odveli u Istanbul, gdje je dobio ime Osman. Kako se pokazao veoma bistrim i hrabrim, Turci su ga školovali, a zbog zasluga u bici kod grada Kazanja sultan mu je dodijelio naslov paše. Uz to je dobio tri dara: zemlju u Istanbulu, dobrog konja i pravo birati pašaluk. On je odabrao rodnu Hercegovinu, Gatački kadiluk, a po selu u kojem je rođen prozvan je Osman-paša Kazanac.
Bio je valija u Ejaletu Damaska (1676. – 1678., 1683.), Anadolijskom ejaletu (1678. – 1680.), Egipatskom ejaletu (1680. – 1683.), Ejaletu Diyarbekir (1683.), Bosanskom ejaletu (1684.) i Egerskom ejaletu (1685.). Sudjelovao je u neuspješnim borbama za osvajanje Beča. U doba Velikoga turskog rata Osman-paša je stolovao u Egeru. Nakon što je zarobljen na putu, pogubljen je 1. kolovoza 1685. ili 1687. godine, u egerskoj tvrđavi.
Paša je, također, dao sagraditi izvor koji se nalazi na prostoru između crkve i džamije, a koji se naziva Pašin izvor ili Stubanj. Iza sebe je ostavio i nekoliko građevina u Anadoliji i Rumeliji i česmu pored svoje kuće u Istanbulu.
Bio je oženjen kćeri Kara Mustafa-paše, s kojom je imao više sinova.

## Zadužbine
Osman-paša je ostavio mnoge zadužbine. U rodnim Kazancima je dao podići i džamiju i crkvu. Džamiju je zapalio Bajo Pivljanin krajem 17. stoljeća.